# Novoť
Novoť (in ungherese Novoty) è un comune della Slovacchia facente parte del distretto di Námestovo, nella regione di Žilina.